# 扬美村
22°50′38″N 108°03′41″E / 22.844°N 108.0615°E

扬美村位于中国广西壮族自治区南宁市江南区江西镇，常被称为“扬美古镇”，以古香古色的传统建筑而闻名。全镇面积6.5平方公里，人口5300多人。

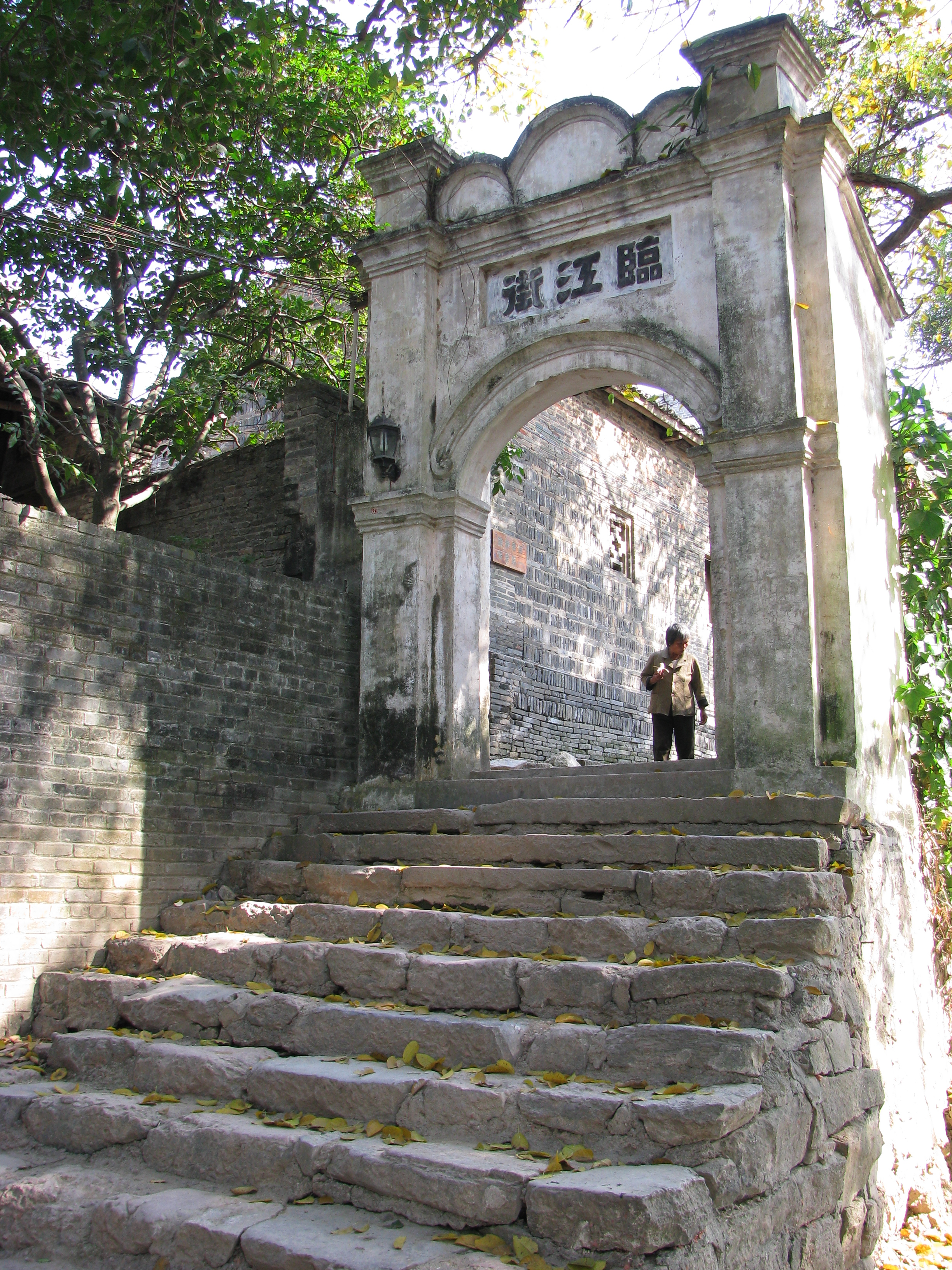
临江街大门

## 地理
扬美古镇位于左江下游南岸，左江围绕扬美拐了个马蹄形大弯，下游不远即为左江和右江交汇成为邕江处。距南宁市约30多公里。有南昆铁路通过，并设有扬美站。

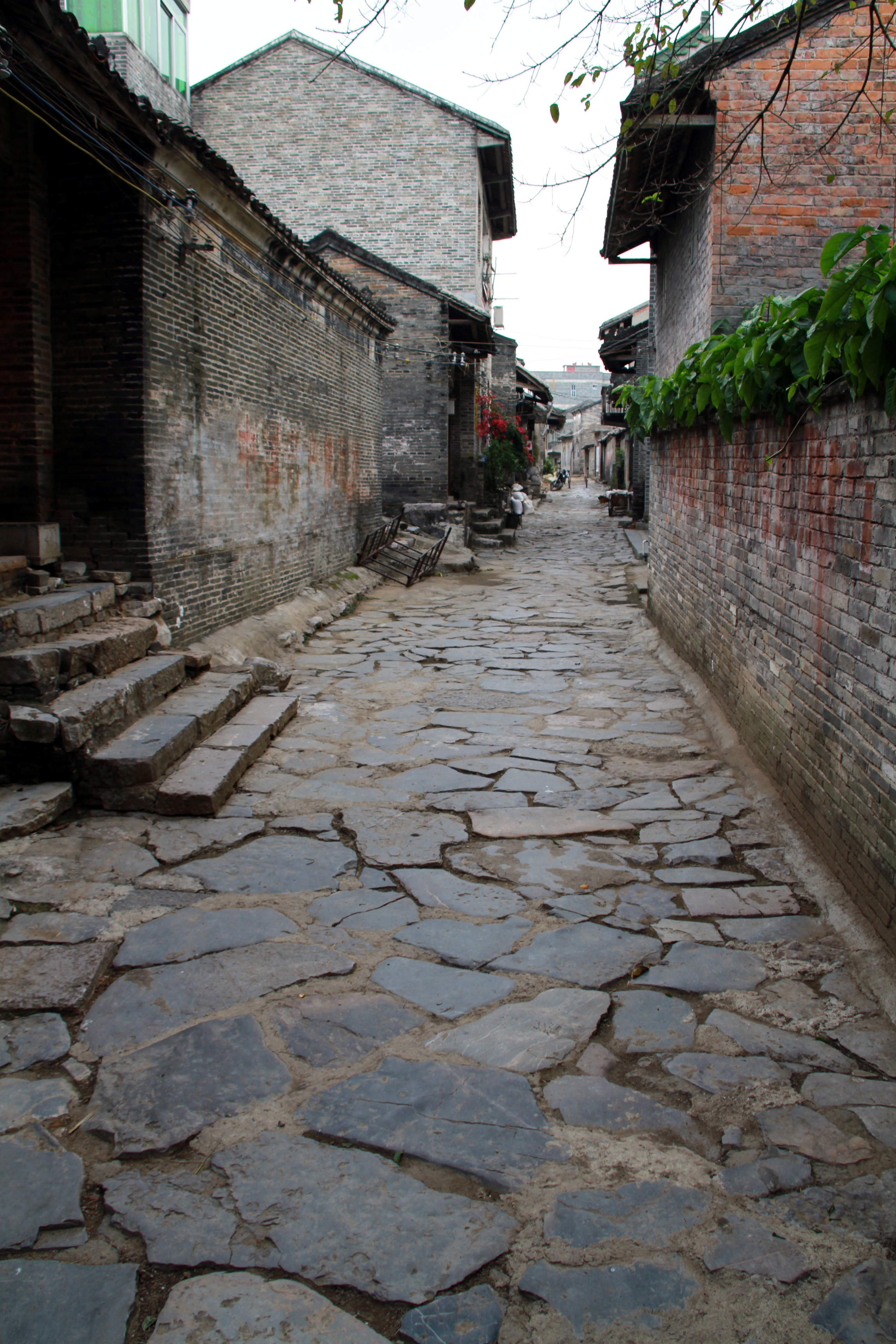

## 历史建筑
扬美古镇始建于宋代，目前建筑主要是明清建筑，其中又以清代的为主。目前残留有八个古埠码头遗址，其于宋代建造，嘉庆年间重修。
明朝旅行家徐霞客曾沿左江而上，对扬美沿途风光大为赞赏：“自南宁来，过右江，入左江，岸山始露石，至杨美，江石始奇……余谓阳朔山峭濒江，却无此岸之石态，建溪水激石，亦无此石之奇。”

## 旅游景点
- 扬美古八景：龙潭夕照、雷峰积翠、剑插清泉、亭对江流、金滩月夜、青坡怀古、阁望云霞、滩松相呼。
- 著名景点：临江街（建于1832年，又称清代一条街）、龙潭码头、状元桥、古烽火台。

## 特产
当地土特产有土鸡、左江鱼、酱油、咸菜、沙糕等。